# Кяйна (посёлок)
Кя́йна (эст. Käina), ранее Ке́йнисс и Ке́йна (эст. Keina) — посёлок в волости Хийумаа уезда Хийумаа, Эстония.
До реформы местных самоуправлений 2017 года входил в состав волости Кяйна (упразднена) и был её административным центром.

## География и описание
Расположен в юго-восточной части острова Хийумаа. Расстояние до волостного и уездного центра — города Кярдла — 17 км. Высота над уровнем моря — 8 м. Посёлок находится в границах природного парка «Залив Кяйна — Кассари». К югу от населённого пункта расположен залив Кяйна.
Климат умеренный. Официальный язык — эстонский. Почтовый индекс — 92101.

## Население
По данным переписи населения 2021 года, в Кяйна насчитывалось 667 жителей, из них 658 (98,7 %) — эстонцы.
По состоянию на 1 января 2020 года в посёлке насчитывалось 705 жителей: 367 женщин и  338 мужчин; 450 человек трудоспособного возраста (15–64 года), 99 детей в возрасте до 15 лет и 156 человек пенсионного возраста (65 лет и старше).
По данным переписи населения 2011 года, в посёлке проживали 690 человек, из них 684 (99,1 %) — эстонцы.
Численность населения посёлка Кяйна по данным переписей населения:
| Год  | 1959 | 1970   | 1979  | 1989   | 2000  | 2011  | 2021  |
| ---- | ---- | ------ | ----- | ------ | ----- | ----- | ----- |
| Чел. | 156* | ↘ 357* | ↗ 838 | ↗ 1065 | ↘ 868 | ↘ 690 | ↘ 667 |

* Посёлок Кяйна и деревня Кяйна вместе.

## История
В письменных источниках 1522 года упоминается Keinisz, 1565 года — Keinis, 1609 года — Keines Wackan, 1732 и 1798 годов — Keina, Keinis.
На военно-топографических картах Российской империи (1846–1863 годы), в состав которой входила Эстляндская губерния, населённый пункт обозначен как Кейниссъ.
Селение возникло в окрестностях церкви, построенной в XV–XVI столетиях. Статус посёлка получило в 1930-х годах. До 1939 года носило название Кейна (эст. Keina). Расположенную западнее посёлка деревню Кяйна (упоминается в 1945 году) в 1977 году, в период кампании по укрупнению деревень, объединили с посёлком Кяйна, с 1997 года она стала частью деревни Селья.
Несколько столетий Кяйна был важнейшим культурно-экономическим центром южного Хийумаа, в настоящее время является вторым по значению и величине населённым пунктом уезда Хийумаа после Кярдла. В советское время был центром Хийумааского отделения эстонского объединения «Сельхозтехника» и центральной усадьбой колхоза «Сыпрузе» (с эст. «Дружба»).

## Инфраструктура
В Кяйна есть сеть центрального водоснабжения и канализации. Волостные учреждения имеют систему центрального отопления, которая работает на древесном топливе.
В посёлке есть детский сад и основная школа (основана как деревенская школа Путкасте в 1855 году, в 1997–2015 годах была гимназией; число учеников в 2002/2003 учебном году — 422, в 2009/2010 учебном году — 267). Работают спортивный центр (открыт в 2012 году), Кяйнаский центр культуры и интересов, при нём — Школа изящных искусств, Молодёжный центр и деревенский театр “Odra Iva”. Есть библиотека. Действует центр здоровья, в котором работают семейный врач и две медсестры, а также оказываются услуги стоматолога и грязелечения. Есть аптека.

## Экономика
Крупнейший работодатель посёлка по состоянию на 30 сентября 2020 года — предприятие по производству пластмассовых изделий Dagöplast AS (численность работников — 93 человека). В Кяйна есть ещё два предприятия с тем же видом деятельности: AS B-plast и Plastiktoos OÜ (соответственно 12 и 5 работников). Работает строительная фирма AS Keina Ehitus, имеются две гостиницы: «Лийлиа» (Hotell Liilia) и спа-отель «Лыокезе» (SPA Hotell Lõokese).
Численность персонала школы Кяйна в сентябре 2020 года составляла 30 человек, детсада — 21 человек, центра культуры и интересов — 16 человек.

## Достопримечательности
Памятники культуры:
- волостной дом Кяйна

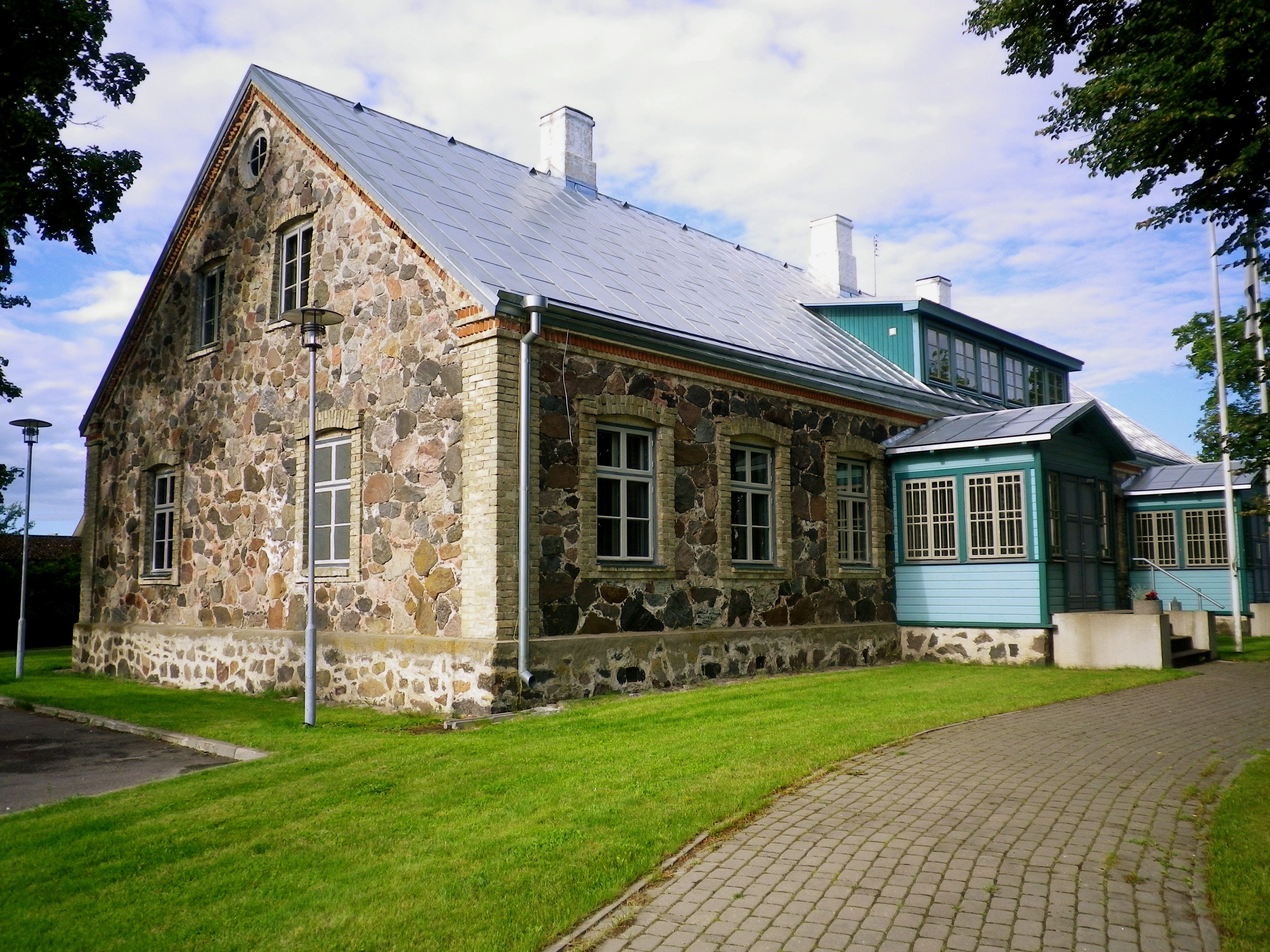
Волостной дом Кяйна

Построен в 1894 году. Типичное для тех времён здание из валунов. В 1950-х годах сделаны некоторые пристройки;
- руины церкви Святого Мартина

Каменная церковь построена на месте старой деревянной в 1492–1515 годах, во времена правления Сааре-Ляэнеского епископа Йоханнеса III Оргеса. Изначально была посвящена Николаю Чудотворцу. Основательно перестроена в 1859–1860 годах. 14 октября 1941 года в церковь попала немецкая зажигательная бомба, с тех пор здание стоит в руинах. В 2004 году была возведена новая крыша над хором;
- сад церкви Кяйна

Окружает руины церкви Святого Мартина. Первые захоронения осуществлялись в 13-м столетии. Кладбище было разрушено в середине 20-го столетия в связи с расширением расположенной по соседству машинно-тракторной станции. Многие производственные постройки возле церкви возведены прямо на могилах;
До 2024 года памятником культуры была расположенная на территории посёлка, в церковном саду, братская могила павших во Второй мировой войне, в которой захоронены советские воины, погибшие в ходе боёв в октябре 1941 года. Памятник был открыт в 1950 году. В 1967 году здесь были захоронены останки ещё 13 неизвестных советских солдат, найденные на острове Кассари. На могиле был установлен изготовленный по типовому проекту бетонный обелиск на трёхступенчатом основании, вверху обелиска круглое углубление, в нём — высокорельефная пятиугольная звезда, в центре обелиска — доломитовая плита с именами погибших. В нижней части памятника был выбит текст «Вечная слава героям, павшим в сражениях за свободу и независимость нашей Родины» (спереди на эстонском языке, на задней стороне — на русском) и годы 1941–1945.
В протоколе от 30 ноября 2022 года рабочая группа по советским памятникам при Госканцелярии Эстонии (РГСП) признала памятник на братской могиле «красным монументом», т. е. подлежащим демонтажу и замене на т.н. «нейтральный». Табличка с именами была удалена неизвестными за много лет до даты публикации протокола РГСП. Памятник был демонтирован в апреле 2023 года, вместо него на поверхности земли лежит тёмно-серая плита на белой плите несколько большего размера и с табличкой на эстонском языке «Жертвы Второй мировой войны».

## Галерея

Посёлок Кяйна в XXI веке
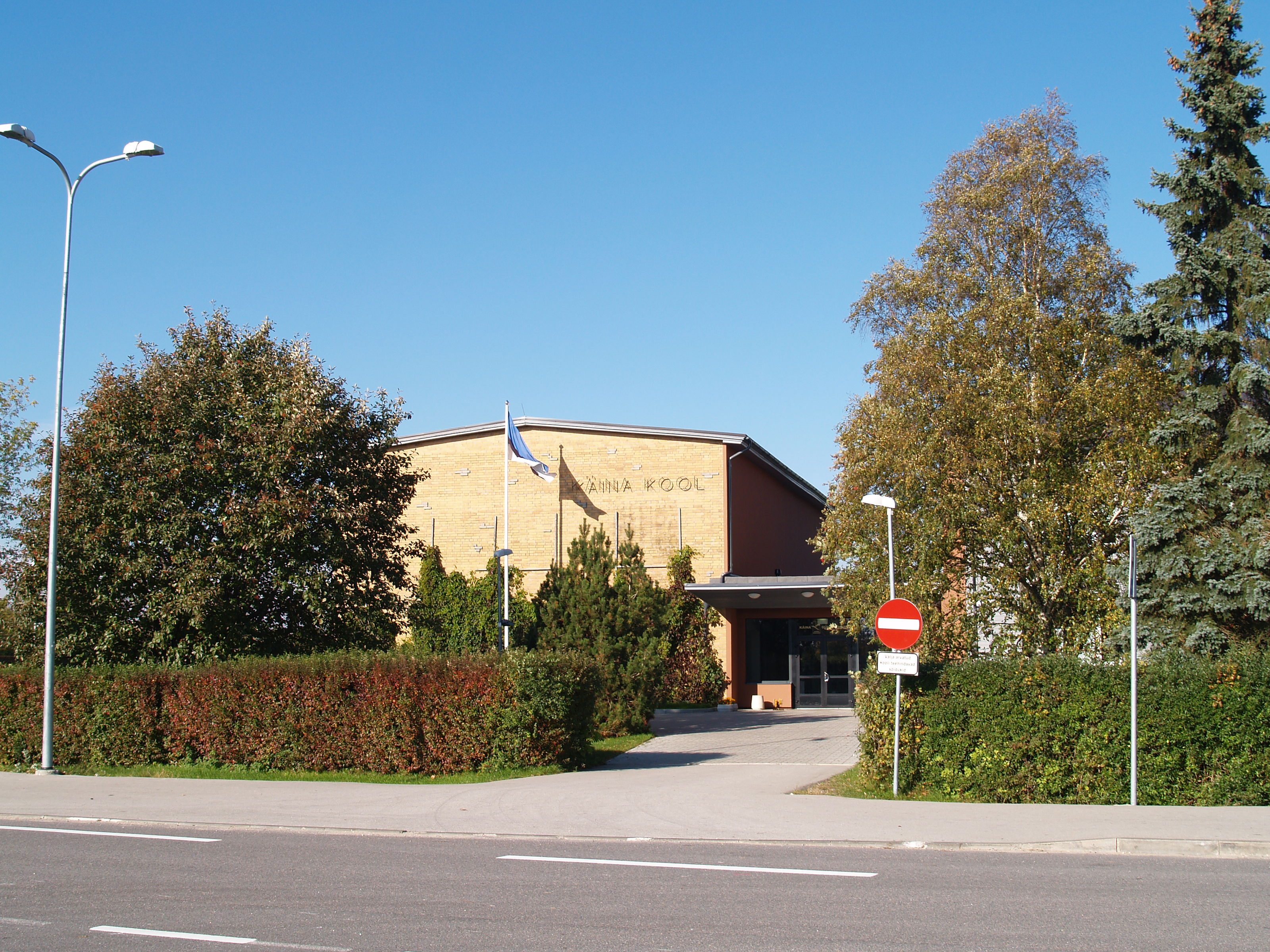
Школа
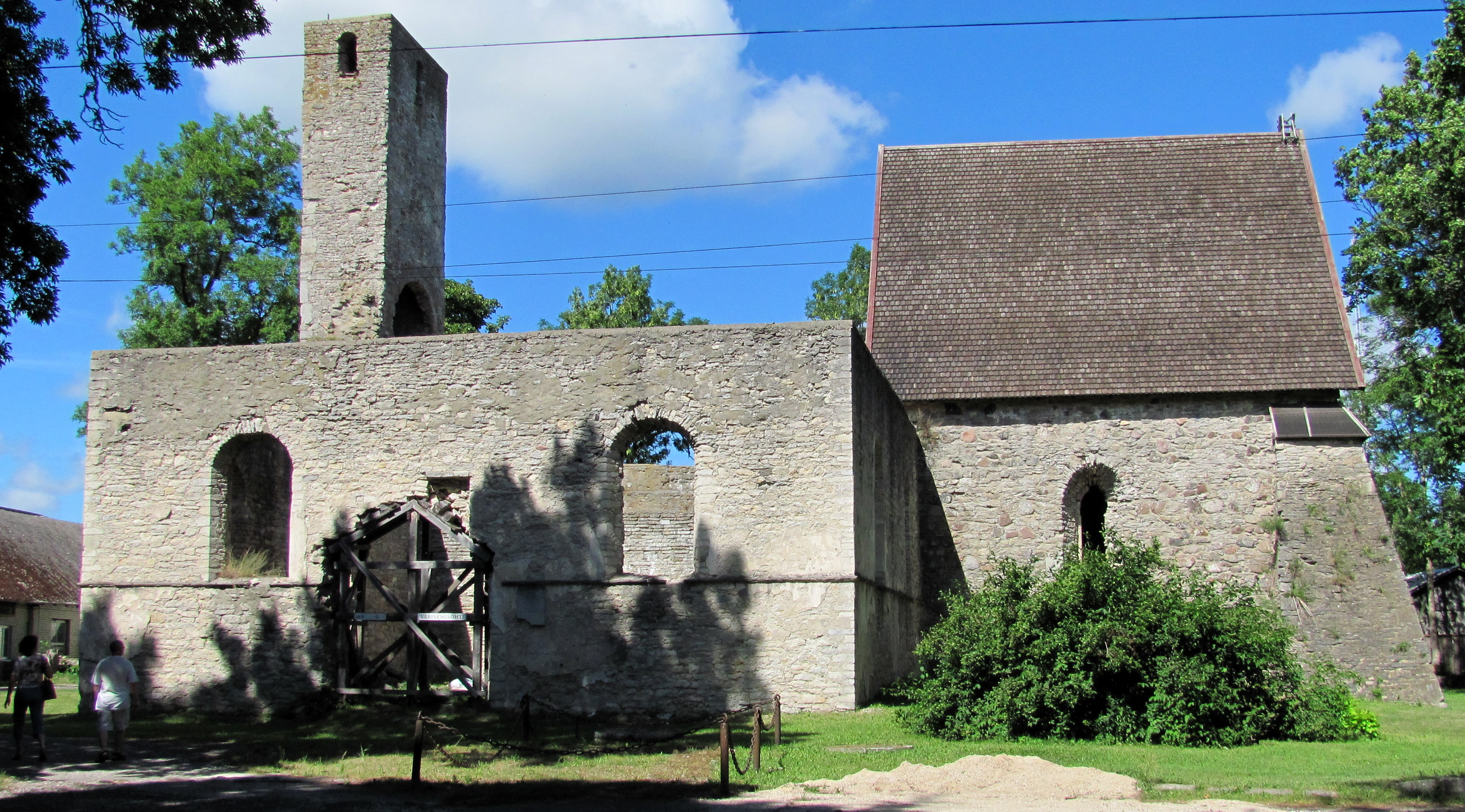
Руины церкви Святого Мартина
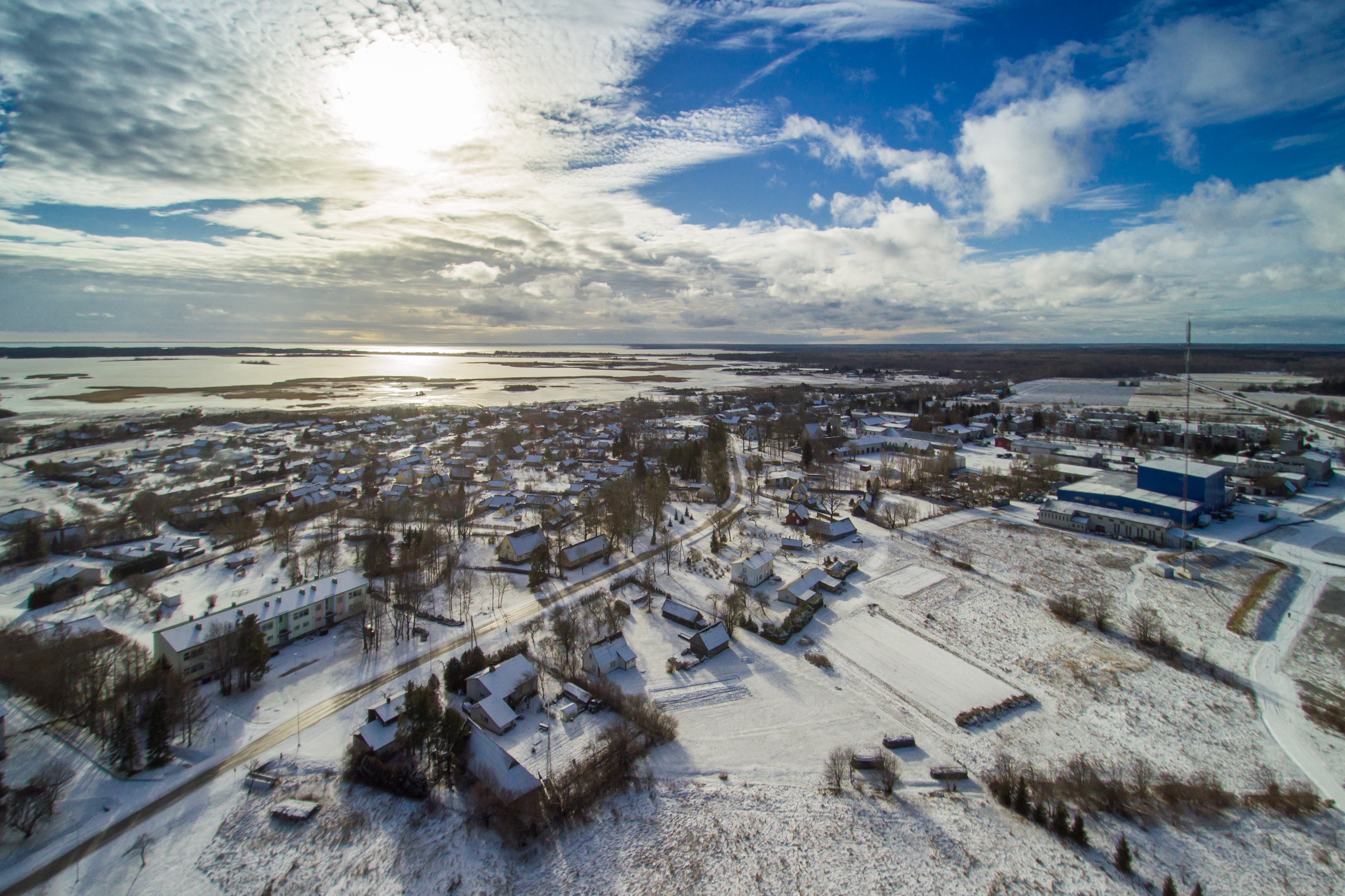
Посёлок зимой
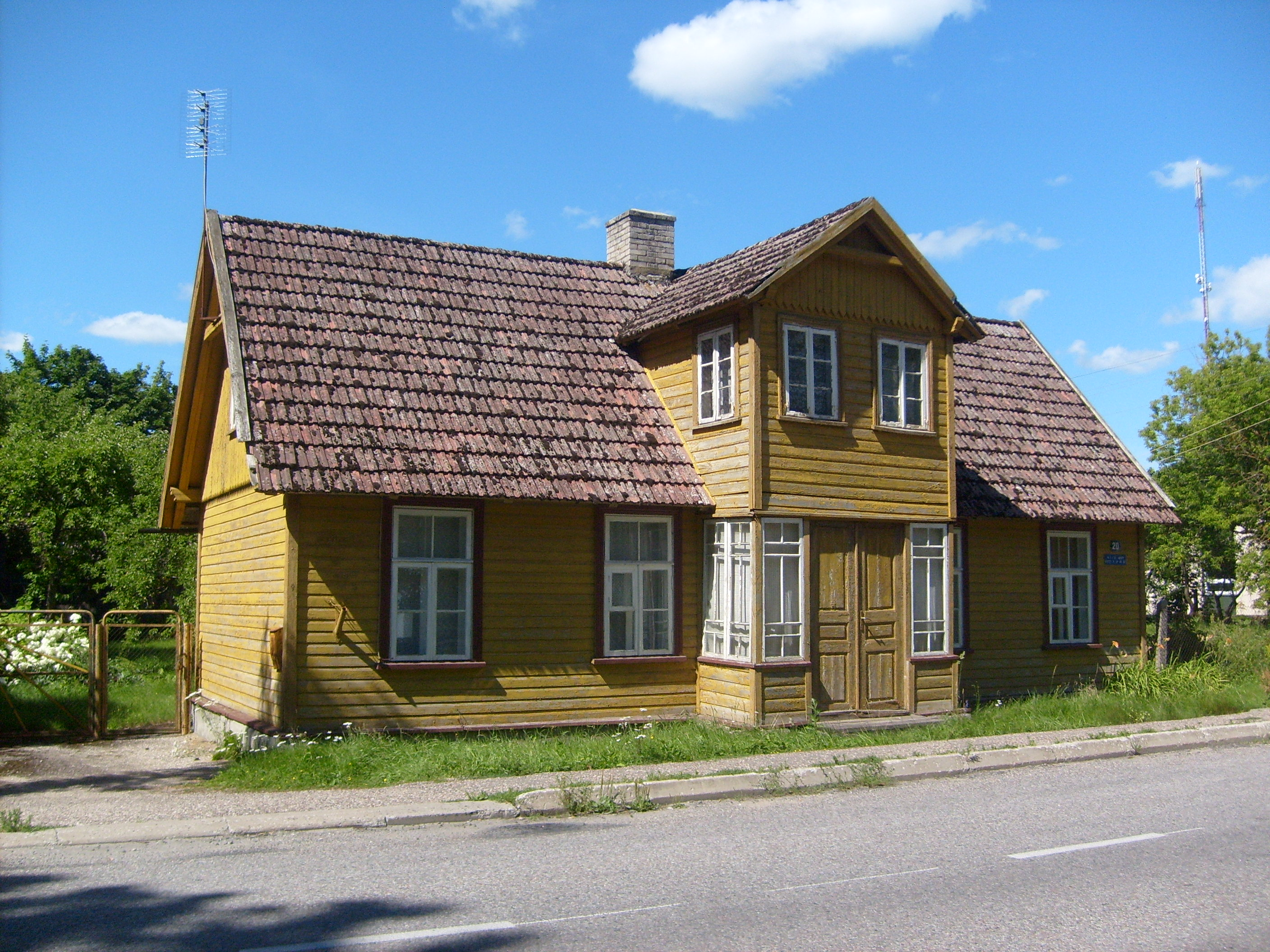
Жилой дом
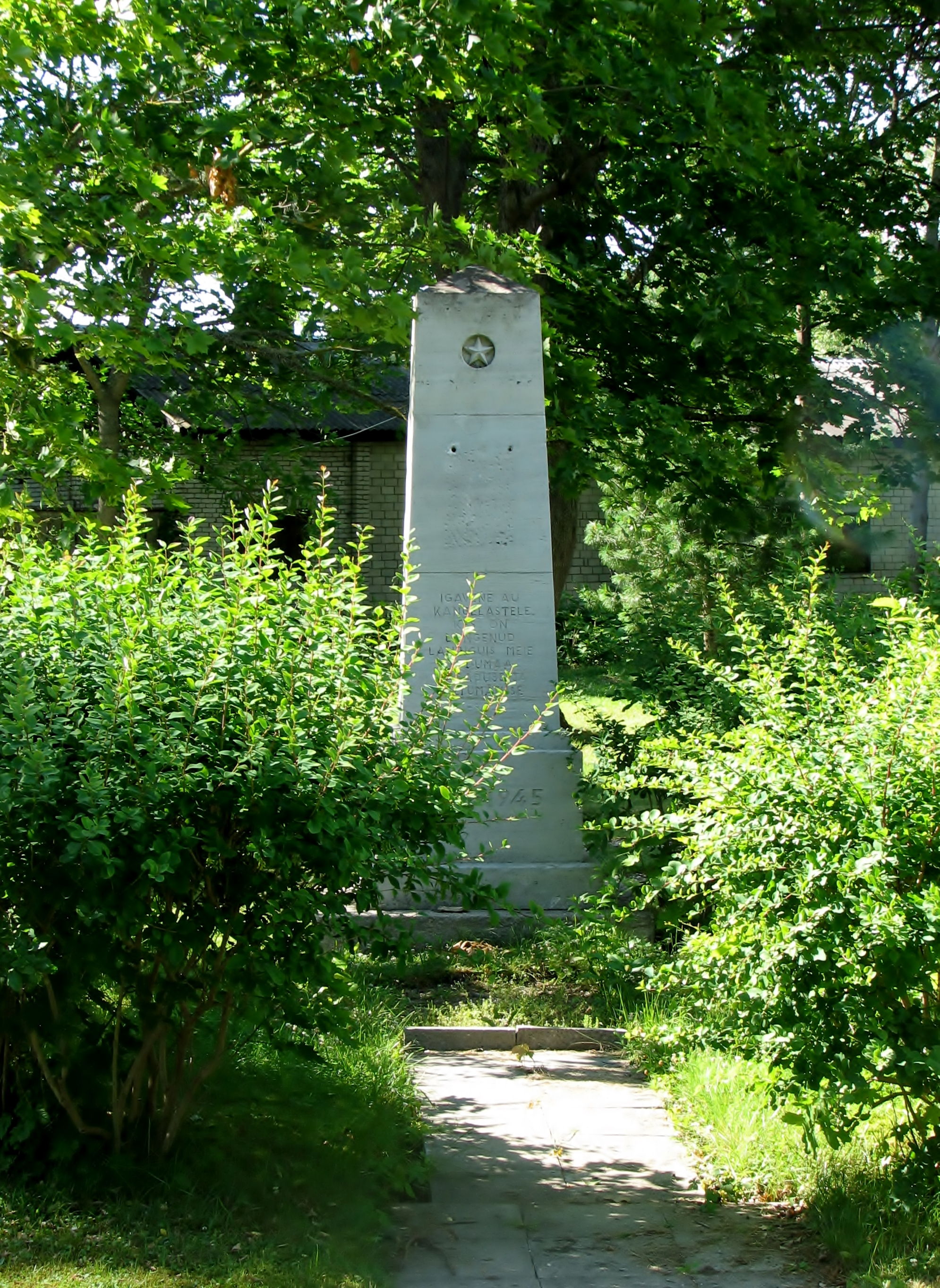
Братская могила советских воинов, 2014 г. (памятник демонтирован в 2023 году)

## Комментарии
1. ↑  Эстонские топонимы, оканчивающиеся на -а, в русском языке не склоняются[8], а род получают по родовому слову, например, деревне присваивается женский род, хотя в эстонском языке нет категории рода.